# Sân bay Mehamn
Sân bay Mehamn (tiếng Na Uy: Mehamn Lufthavn) (IATA: MEH, ICAO: ENMH) là một sân bay khu vực phục vụMehamn ở Finnmark, Na Uy. Năm 2005, sân bay Mehamn đã phục vụ 10.895 lượt khách. Đơn vị vận hành là Avinor. Đây là sân bay cực bắc của lục địa châu Âu.
Hãng hàng không Widerøe cung cấp dich vụ bay bằng máy bay Dash 8 nối với Tromsø và các cộng đồng khác ở Finnmark. Dịch vụ này theo hợp đồng nghĩa vụ dịch vụ công cộng ký với Bộ Giao thông và Vận tải Na Uy.

## Các tuyến
- Widerøe (Berlevåg, Båtsfjord, Hammerfest, Honningsvåg, Kirkenes, Tromsø, Vadsø)